# Dương mai
Dương mai (tên khoa học:Myrica rubra), còn được gọi là dâu rượu hay thanh mai đỏ, là một loài thực vật có hoa trong họ Myricaceae. Loài này được (Lour.) Siebold & Zucc. mô tả khoa học đầu tiên năm 1846.

## Hình ảnh

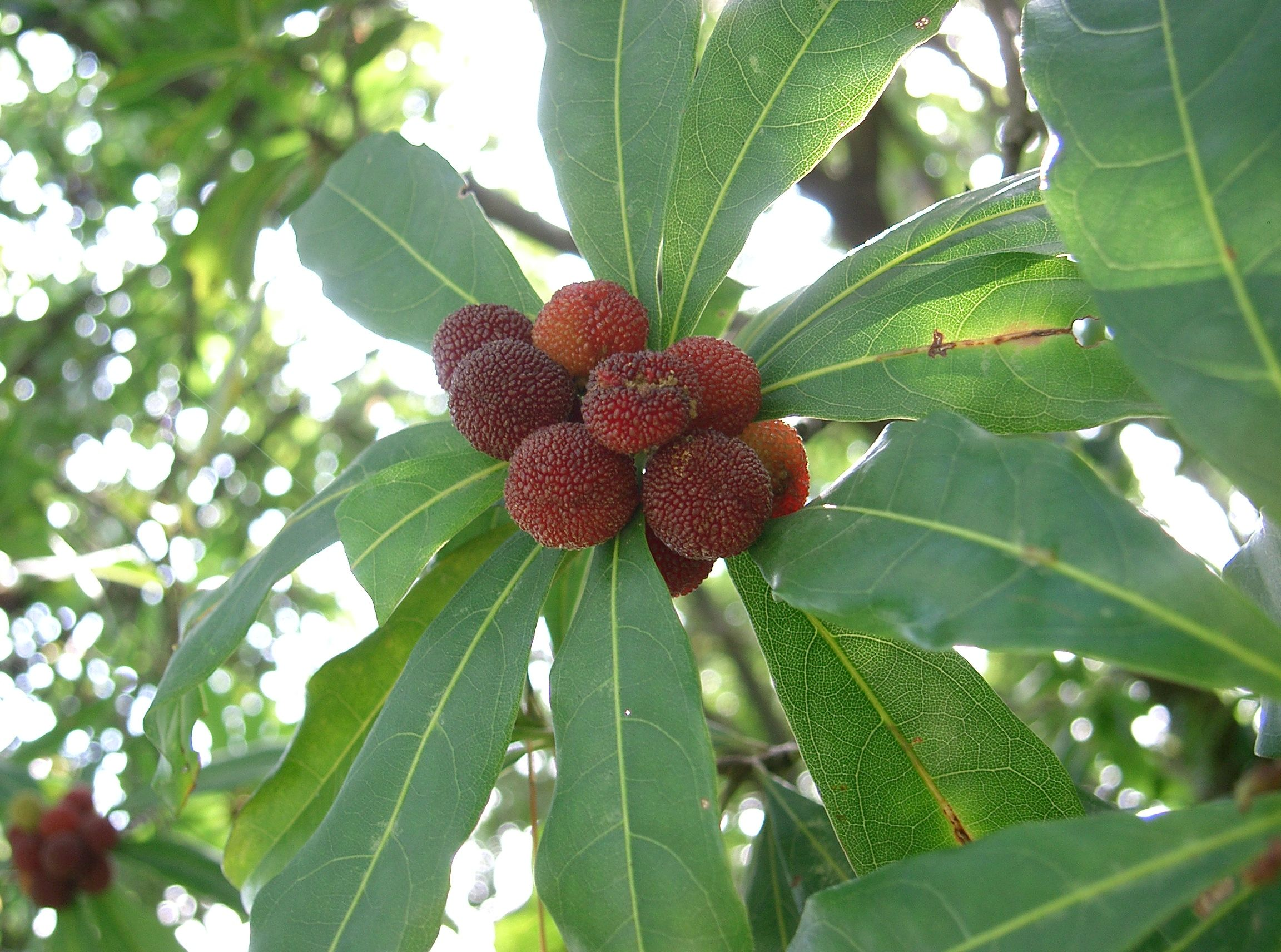
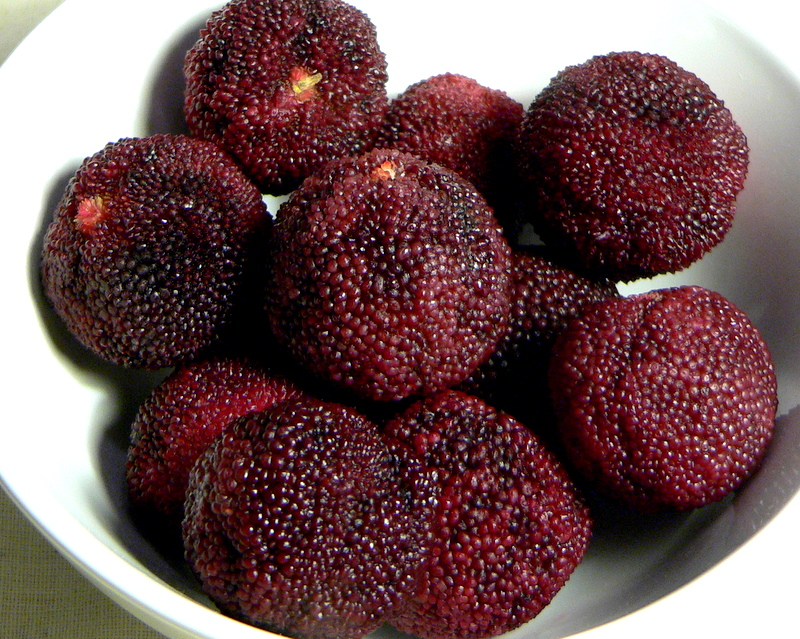